# Генрих Фридрих Карл Вюртембергский
Генрих Фридрих Карл Вюртембергский (нем. Heinrich Friedrich Karl von Württemberg; 3 июля 1772, Монбельяр — 28 июля 1838, Ульм) — принц Вюртембергского дома, один из братьев первого короля Вюртемберга Фридриха I и русской императрицы Марии Фёдоровны, супруги Павла I. Прусский полковник (не позднее 1798), вюртембергский генерал-лейтенант, губернатор Верхней Швабии (с резиденцией в Ульме) и пожизненный член верхней палаты парламента.

## Биография

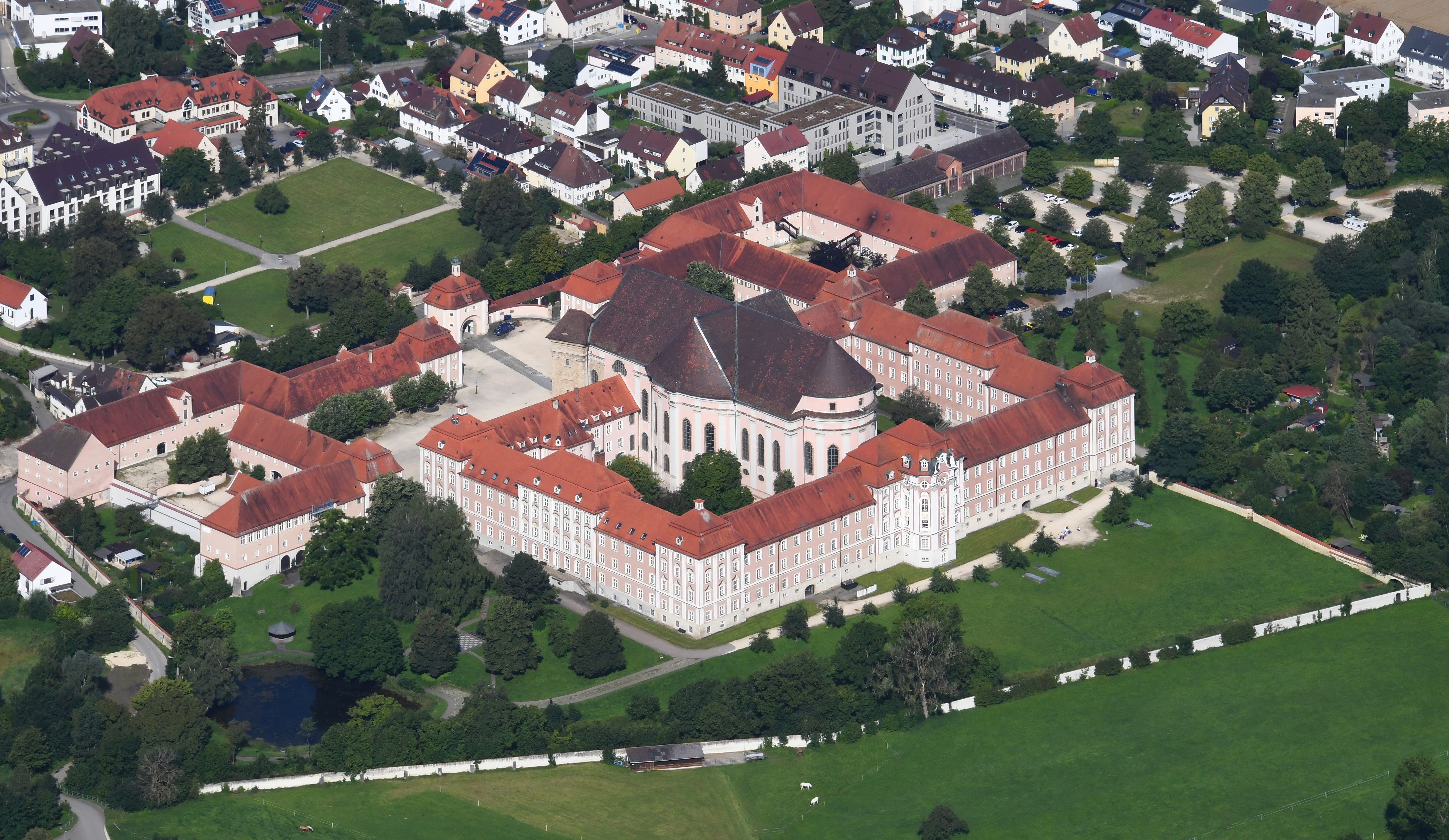
Замок Виблинген (бывшее бенедиктинское аббатство), служивший резиденцией принцу Генриху и казармами для подчинённых ему солдат в период его жизни в Ульме

Младший сын владетельного герцога вюртембергского Фридриха Евгения (1732—1797; правил в 1795—1797 годах) и его супруги Фридерики Доротеи Софии Бранденбург-Шведтской (1736—1798), дочери маркграфа Фридриха Вильгельма Бранденбург-Шведтского (1700—1771) из младшей линии династии Гогенцоллернов. 
Родился 3 июля 1772 года в Монбельяре. В то время графство Монбельяр (с 1789 года, со времён Французской революции — в черте Франции) принадлежало Вюртембергскому дому и управлялось одним из младших его представителей. На момент рождения Генриха Фридриха, владетельным графом Монбельяра был его отец, позднее ставший герцогом Вюртемберга. Фридрих Евгений был католиком, однако его сын Генрих Фридрих  был воспитал в лютеранской вере, которой придерживалась его мать.
Детство и юность провёл в Монбельяре, который в 1789 году, 17-летним юношей, вместе с семьёй вынужден был покинуть. Изгнанники отправились в Берлин, ко двору дальних родственников по материнской линии. Генрих Фридрих, как и его отец, поступил на службу в прусскую армию. В 1794 году он уже был майором. В 1796 году служил в том же чине в прусском кавалерийском полку, квартировавшем в Бреслау. 
В 1798 году Генрих Фридрих без благословения родителей женился в Бреслау на актрисе Кристине-Каролине Алексей (Alexei; 1779—1853). Это привело к ссоре принца с его вюртембергскими и прусскими родственниками. В том же году он был вынужден выйти в отставку с прусской военной службы в чине полковника. Следующие десять лет он называл себя графом фон Зонтхайм и проживал в Пруссии (Берлине и Трептове-на-Реге) как частное лицо. 
Несмотря на это, сохранял хорошие отношения с императрицей (с 1801 года — вдовствующей императрицей) Марией Фёдоровной и 29 мая 1802 года был награждён российским орденом Святой Анны 1 степени.
В 1807 году конфликт между принцем и его семьёй был урегулирован: принц отказался от прав на престолонаследие за себя и своих детей, а в обмен получил право вернуться в Вюртемберг,  который к тому времени стал королевством, и примириться с другими членами династии. Жене Генриха Фридриха был присвоен титул баронессы фон Роттенбург. 
В Вюртемберге принц был произведён в генерал-лейтенанты (состоял по кавалерии) и не позднее 1810 года (по другим данным, в 1808 году) назначен губернатором Верхней Швабии со столицей в Ульме. Своей резиденцией избрал дворец и казармы Виблинген (бывшее бенедиктинское аббатство), где также квартировали подчинённые ему войска. 
В Ульме принц Генрих Фридрих был очень популярен среди местного населения. Он позволял себе открытую критику Наполеона, в вассальной зависимости от которого де-факто находился в те дни Вюртемберг. Родство с русской императрицей, которая придерживалась столь же антинаполеоновских взглядов, делало его положение сравнительно надёжным, однако отношения со старшим братом-королём снова испортились. 
Генрих был видным масоном (великим магистром ульмской ложи Астрея) и страстным охотником. Поблизости от Ульма он имел собственные охотничьи угодья. Помимо этого, коллекционировал гравюры со сценами охоты, охотничьи ружья и тому подобное. Публиковал в различных журналах статьи об охоте, в том числе строго научного характера. В 1824 году разработал и описал новый тип охотничьего ружья.
В 1825 году выхлопотал для своей жены и незамужней четвёртой дочери титул графинь фон Урах. 
С 1819 года, как член королевской семьи, был пожизненным членом Верхней палаты парламента Вюртемберга, однако, после 1827 года никогда не посещал заседания. 
Скончался в Ульме в 1838 году.

## Дети
От брака с Кристиной-Каролиной Алексей у него родилось 5 дочерей:
- Луиза фон Роттенбург (4 ноября 1799 — 1800)
- Генриетта фон Роттенбург (5 марта 1801 — 1810)
- Мария фон Урах (17 декабря 1802 — 28 января 1882), 26 мая 1821 года, вышла замуж за принца Карла Фридриха Гогенлоэ-Кирхберга (1780—1861), губернатора вюртембергской столицы Штутгарта и генерала вюртембергской службы. Детей у них не было.
- Александрина фон Урах (19 декабря 1803 — 22 августа 1884), 3 июля 1830 года, вышла замуж графа Карла Арпо де Галлатина (1802—1877), но в 1843 году развелась с ним и с тех пор снова пользовалась титулом графини фон Урах. Детей в этом браке не было.
- Елизавета фон Урах (28 февраля 1805 — 18 августа 1819)